# 木卫三
木卫三又稱為「蓋尼米德」（Γανυμήδης），是围绕木星运转的一颗卫星，公转周期约为7天。按距离木星从近到远排序，木卫三在木星的所有卫星中排第七，在伽利略卫星中排第三。它与木卫二及木卫一保持着1:2:4的轨道共振关系。木卫三是太阳系中最大的卫星，其直径甚至大于水星，而质量约只为水星的一半。
木卫三主要由硅酸盐岩石和冰体构成，星体分层明显，拥有一个富铁的、流动性的内核。人们推测在木卫三表面之下200公里处存在一个被夹在两层冰体之间的咸水海洋。木卫三表面存在两种主要地形。其中较暗的地区约占星体总面积的三分之一，其间密布着撞击坑，地质年龄估计有40亿年之久；其余地区较为明亮，纵横交错着大量的槽沟和山脊，其地质年龄较前者稍小。明亮地区的破碎地质构造的产生原因至今仍是一个谜，有可能是潮汐热所导致的构造活动造成的。
木卫三是太阳系中已知的唯一一颗拥有磁圈的卫星，其磁圈可能是由富铁的流动内核的对流运动所产生的。其中的少量磁圈与木星的更为庞大的磁场相交迭，从而产生了向外扩散的场线。木卫三拥有一层稀薄的含氧大气层，其中含有原子氧、氧气和臭氧，同时原子氢也是大气的构成成分之一。而木卫三上是否拥有电离层还尚未确定。
一般认为木卫三是由伽利略·伽利莱在1610年首次观测到的。后来天文学家西门·马里乌斯建议以希腊神话中神的斟酒者、宙斯的爱人蓋尼米德为之命名。从先驱者10号开始，多艘太空船曾近距离掠过木卫三。旅行者号太空船曾经精确地测量了该卫星的大小，伽利略号探测器则发现了它的地下海洋和磁场。此外，一个被称为“木衛二－木星系統任務”的全新的探测木星的冰卫星的计划，原定于2020年前后发射，但最终未能实施，该任务被即将于2023年发射的木星冰月探测器取代。

## 发现与命名
1610年1月11日，伽利略·伽利莱观测到三颗靠近木星的星体；第二天晚上，他注意到这三颗星体发生了位移。接着，他又发现了第四颗星体，即后来的木卫三。至1月15日晚，伽利略确定这些星体是围绕木星运行的。他声称有权为这些卫星命名，并曾考虑过“科斯米安卫星”（Cosmian Stars）的名字，但最终将之命名为“美第奇卫星”(Medicean Stars)。
法国天文学家尼古拉斯-克劳迪·法布里·德·佩瑞斯特建议为美第奇卫星家族的各颗卫星分别命名，但是其建议未被采纳。原本宣称其最初发现伽利略卫星的西门·马里乌斯曾试图将这几颗卫星命名为“朱庇特的萨图尔努斯”（Saturn of Jupiter）、“朱庇特的朱庇特”（Jupiter of Jupiter，即指木卫三）、“朱庇特的维纳斯”（Venus of Jupiter）和“朱庇特的墨丘利”（Mercury of Jupiter），但也从未被采用。后来在约翰内斯·开普勒的建议下，马里乌斯又提出了一种命名法：
|  | ……伽倪墨得斯，特洛斯国王的英俊儿子，被化身为鹰的朱庇特掳走，才华横溢的诗人……其光辉是其中第三辉煌的，伽倪墨得斯…… |

这种命名法在相当长的时期内并没有被普遍接受，直至20世纪中期才得到普遍使用。在早期的天文学文献中，该卫星均以罗马数字作为指代（该体系由伽利略提出），即被称为木卫三（Jupiter III ）或“朱庇特的第三颗卫星”（third satellite of Jupiter）。后来随着土星的卫星群的发现，基于开普勒和马里乌斯建议的命名系统开始被用于指称木星的卫星。木卫三是伽利略卫星中唯一一颗以男性人物名字命名的。
另外，中国科学史学家、天文学家席泽宗认为，这颗卫星早在前364年就由东周战国时代的天文学家甘德发现，比伽利略和马里乌斯早了两千多年。不过这种说法没有得到国际普遍的认可。

## 轨道
木卫三的轨道距离木星107万400公里，是伽利略卫星中距离木星第三近的，其公转周期为7天3小时。和大部分已知的木星卫星一样，木卫三也为木星所锁定，永远都以同一面面向木星。它的轨道离心率很小，轨道倾角也很小，接近于木星赤道，同时在数百年的周期里，轨道的离心率和倾角还会以周期函数的形式受到太阳和木星引力摄动的影响。变化范围分别为0.0009-0.0022和0.05-0.32°。这种轨道的变化使得其转轴倾角在0-0.33°之间变化。

木卫一、木卫二和木卫三三者之间的拉普拉斯共振状态

木卫三和木卫二、木卫一保持着轨道共振关系：即木卫三每公转一周，木卫二即公转两周、木卫一公转四周。当木卫二位于近拱点、木卫一位于远拱点时，两者之间会出现上合现象；而当木卫二位于近拱点时，它和木卫三之间也会出现上合现象。木卫一-木卫二和木卫二-木卫三的上合位置会以相同速率移动，遂三者之间没有可能出现三星合现象。这种复杂的轨道共振被称为拉普拉斯共振。
现今的拉普拉斯共振并无法将木卫三的轨道离心率提升到一个更高的值。0.0013的离心率值可能是早期残留下来的——当时轨道离心率的提升是有可能的。但是木卫三的轨道离心率仍然让人困惑：如果在现阶段其离心率值无法提升，则必然得表明在其内部的潮汐耗散作用下，它的离心率值正在逐渐损耗。这意味着离心率值的最后一次损耗就发生在数亿年之前。由于现今木卫三轨道的离心率相对较低——平均只有0.0015，所以现今木卫三的潮汐热也应该相应的十分微弱。但是在过去，木卫三可能已经经历过了一种或多种类拉普拉斯共振[i] ，从而使得其轨道离心率能达到0.01-0.02的高值。这可能在木卫三内部引起了显著的潮汐热效应；而这种多阶段的内部加热最终造成了现今木卫三表面的槽沟地形。
人们还无法确切知晓木卫一、木卫二和木卫三之间的拉普拉斯共振是如何形成的。现今存在两种假说：一种认为这种状态在太阳系形成之初即已存在；另一种认为这种状态是在太阳系形成之后才发展出来的。一种可能的形成过程如下：首先是由于木星的潮汐效应，致使木卫一的轨道向外推移，直至某一点与木卫二发生2:1的轨道共振；之后其轨道继续向外推移，同时将部分的旋转力矩转移给木卫二，从而也引起了后者的轨道向外推移；这个过程持续进行，直到木卫二到达某一点，与木卫三形成2:1的轨道共振。最终三者之间的两对上合现象的位置移动速率保持一致，形成拉普拉斯共振。

## 物理特性

木卫三内部构造說明

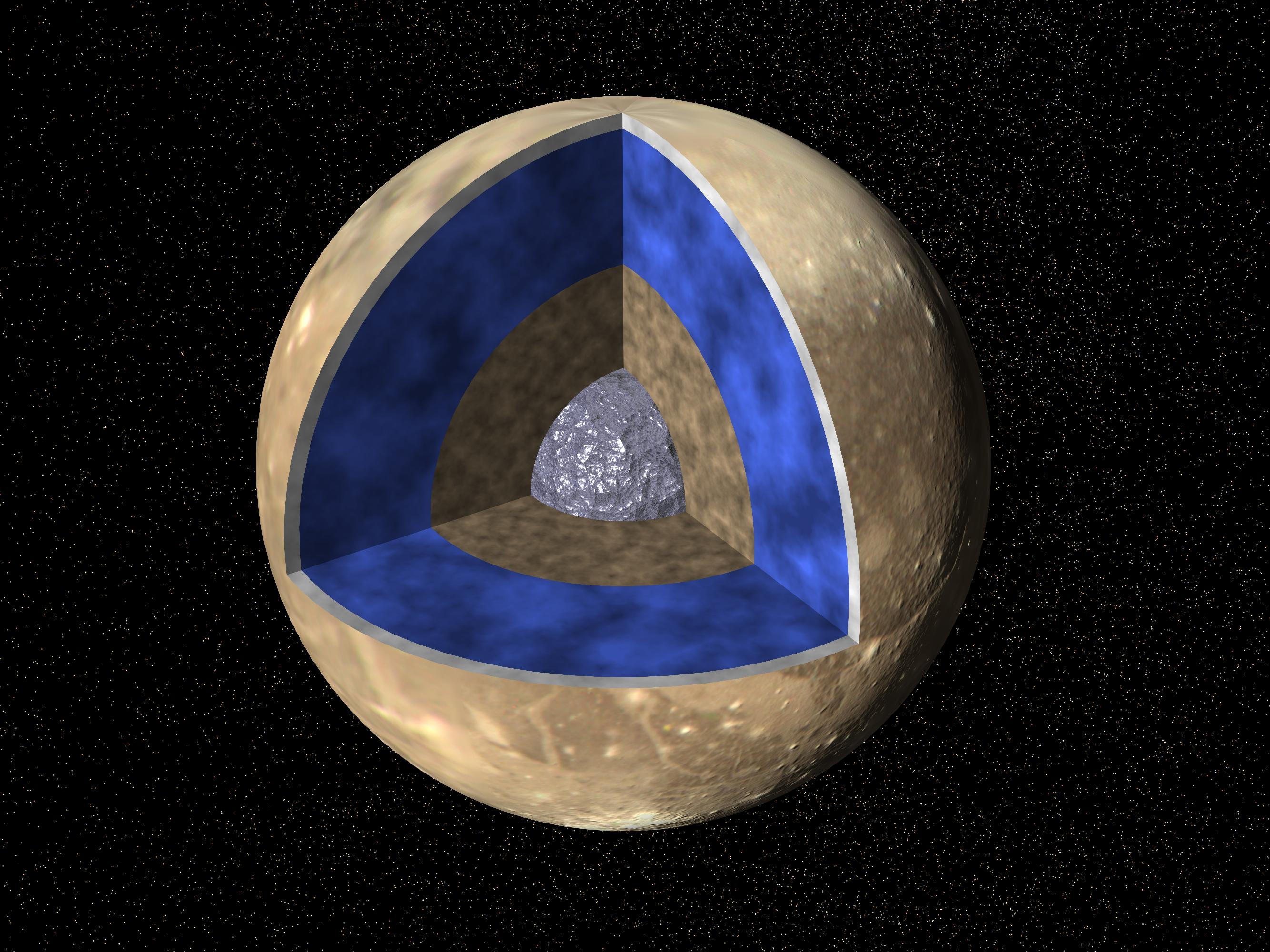
木卫三内部结构

### 构成
木卫三的平均密度为1.936g/cm3，表明它是由近乎等量的岩石和水构成的，后者主要以冰体形式存在。冰体的质量占卫星总质量的46-50%，比之木卫四稍低。此外可能还存在某些不稳定的冰体，如氨的冰体。木卫三岩石的确切构成还不为人知，但是很可能接近于L型或LL型普通球粒陨石，这两类陨石较之H球粒陨石，所含的全铁和金属铁较少，而铁氧化物较多。在木卫三上，以质量计，铁和硅的丰度比为1.05-1.27，而在太阳中，则为1.8。
木卫三表面的反照率约为0.43。冰体水广泛存在于其表面，比重达到50-90%，高出整体比重许多。利用近红外光谱学，科学家们在1.04、1.25、1.5、2.0和3.0微米波长段发现了强烈的冰体水的吸附带。明亮地带的槽沟构造可能含有较多的冰体，故显得较为明亮。除了水外，对伽利略号和地基观测站拍摄的高分辨率近红外光谱和紫外线光谱结果的分析也显示了其他物质的存在，包括二氧化碳、二氧化硫，也可能还包括氰、硫酸氢盐和多种有机化合物。此外伽利略号还在木卫三表面发现了硫酸镁、硫酸钠等物质。这些盐类物质可能来自于地表之下的海洋。
木卫三的表面是不对称的：其同轨道方向的一面要亮于逆轨道方向的一面。这种状况类似于木卫二，而和木卫四的状况正好相反。此外，木卫三同轨道方向一面似乎富含二氧化硫。而二氧化碳在两个半球的分布则相对均匀，尽管在极地地区并未观测到它的存在。木卫三上的撞击坑（除了一个之外）并不富含二氧化碳，这点也与木卫四不同。木卫三的二氧化碳可能在过去的一段时期已经被消耗殆尽了的说法不确切。

### 内部结构
木卫三的地层结构已经充分分化，它含有一个由硫化亚铁和铁构成的内核、由硅酸盐构成的内层地函和由冰体构成的外层地函。这种结构得到了由伽利略号在数次飞掠中所测定的木卫三本身较低的无量纲转动惯量[g]——数值为0.3105± 0.0028——的支持。事实上，木卫三是太阳系中转动惯量最小的固态天体。伽利略号探测到的木卫三本身固有的磁场则与其富铁的、流动的内核有关。拥有高电导率的液态铁的对流是产生磁场的最合理模式。

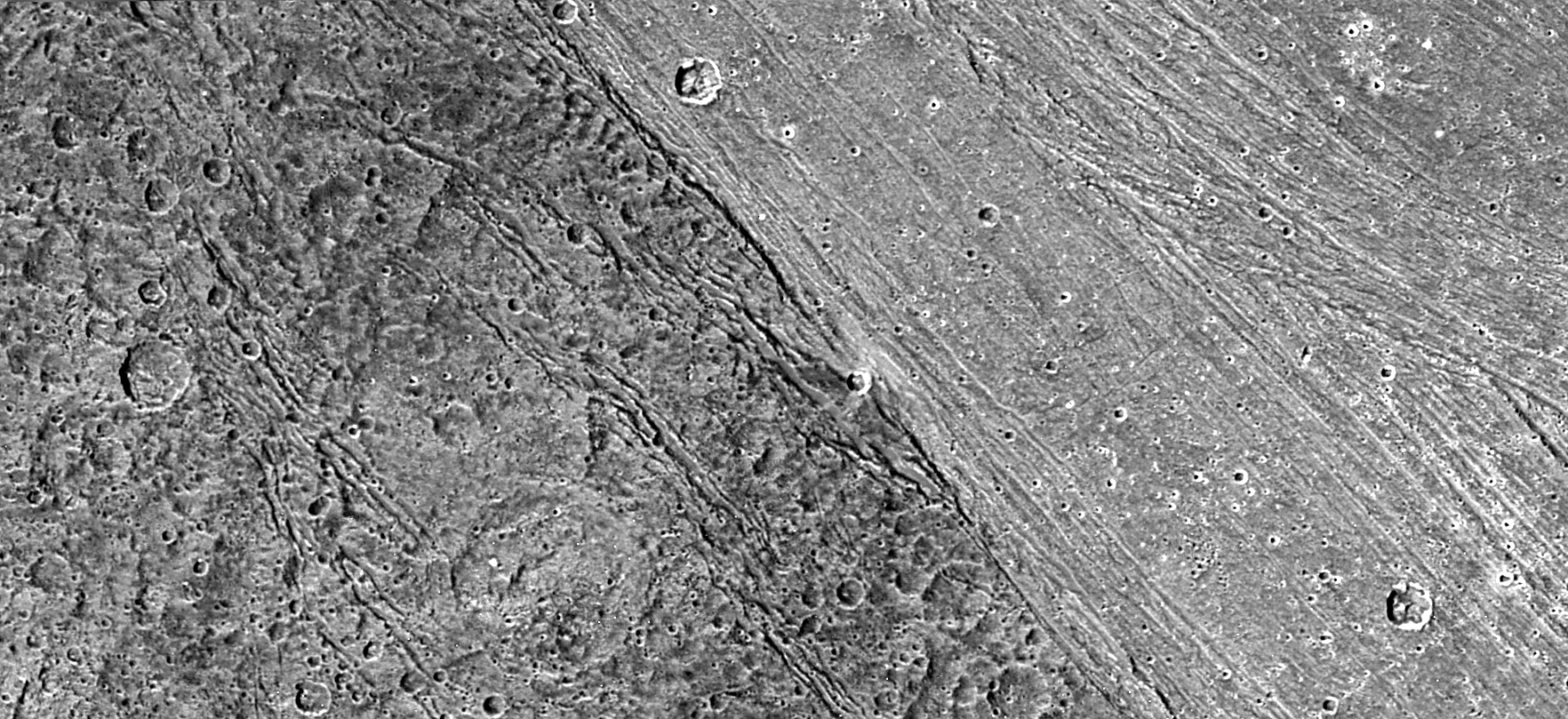
较暗的尼克尔森区和较亮的哈帕吉亚槽沟之间可谓泾渭分明。

木卫三内部不同层次的厚度取决于硅酸盐的构成成分（其中部分为橄榄石和辉石）以及内核中硫元素的数量。最可能的情况是其内核半径达到700-900公里，外层冰质地涵厚度达800-1000公里，其余部分则为硅酸盐质地涵。内核的密度达到了5.5–6g/cm3，硅酸盐质地涵的密度为3.4–3.6g/cm3。与地球内核结构类似，某些产生磁场的模型要求在铁-硫化亚铁液态内核之中还存在着一个纯铁构成的固态内核。若是这种类型的内核，则其半径最大可能为500公里。木卫三内核的温度可能高达1500-1700K，压力高达100千巴（100亿帕）。

### 表面特征

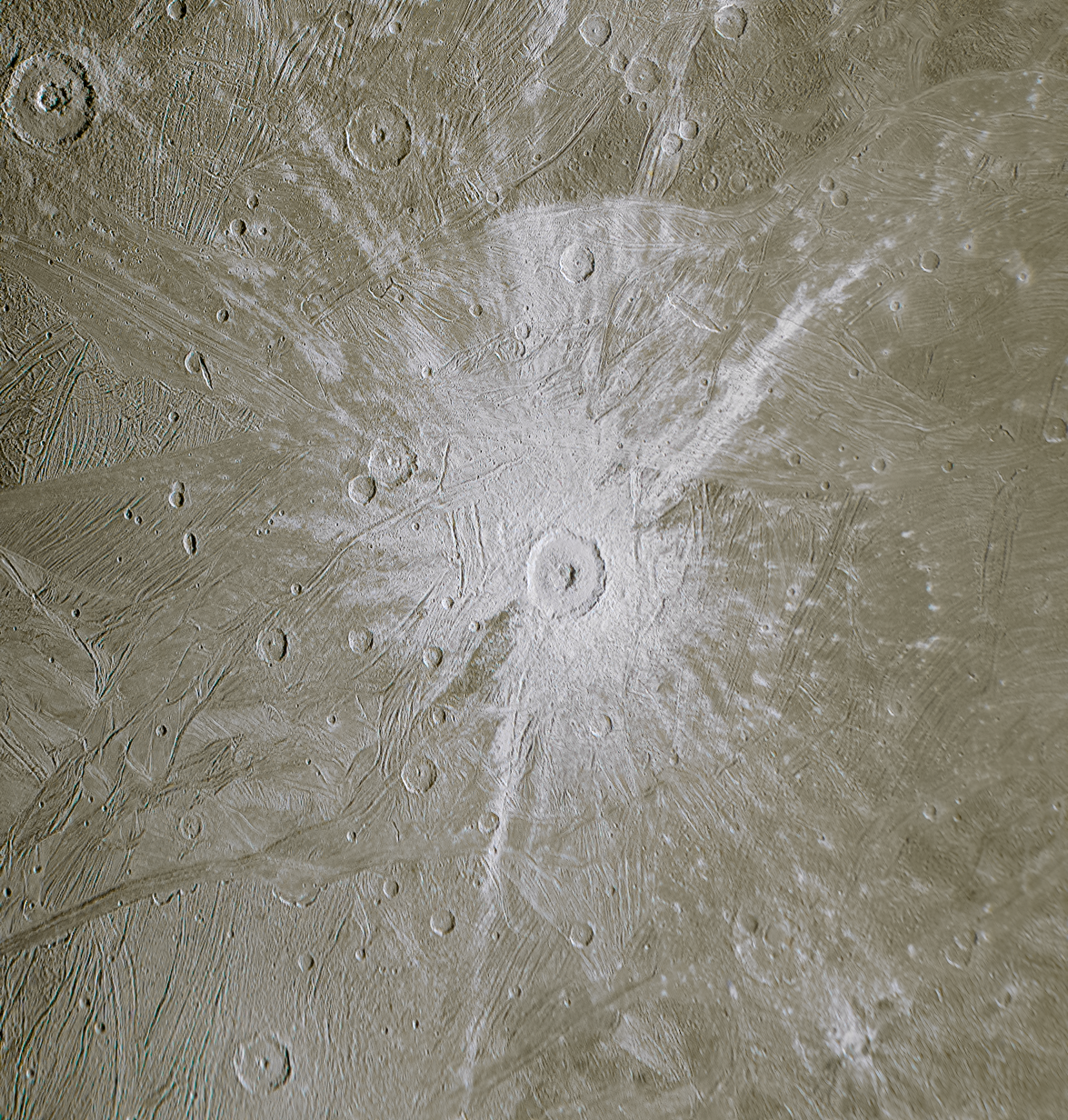
特洛斯撞擊坑一帶有大量水冰存在，形成白色的地表外觀。

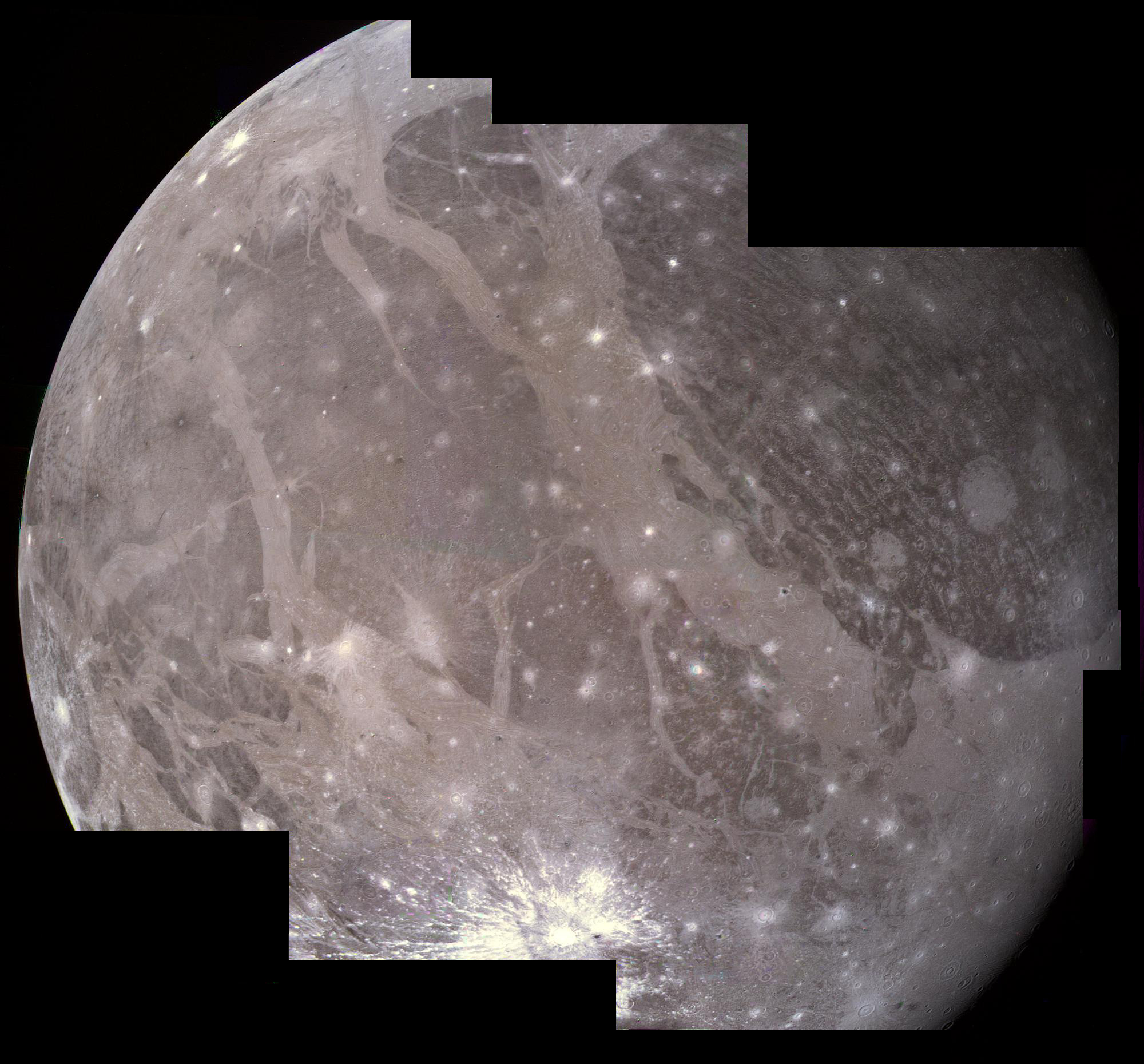
旅行者2号拍摄的木卫三背向木星一面的照片拼接图。较为古老的暗区——伽利略区位于右上方。它和另外一个较小的暗区——马里乌斯区之间隔着较为明亮也较为年轻的乌鲁克沟带。从相对较为年轻的奥里西斯陨石坑中喷出的冰体形成了图像底部明亮的辐射带。

木卫三的表面主要存在两种类型的地形：一种是非常古老的、密布撞击坑的暗区，另一种是较之前者稍微年轻（但是地质年龄依旧十分古老）、遍布大量槽沟和山脊的明区。暗区的面积约占球体总面积的三分之一，其间含有粘土和有机物质，这可能是由撞击木卫三的陨石带来的。
而产生槽沟地形的加热机制则仍然是行星科学中的一大难题。现今的观点认为槽沟地形从本质上说主要是由构造活动形成的；而如果冰火山在其中起了作用的话，那也只是次要的作用。为了引起这种构造活动，木卫三的岩石圈必须被施加足够强大的压力，而造成这种压力的力量可能与过去曾经发生的潮汐热作用有关——这种作用可能在木卫三处于不稳定的轨道共振状态时发生。引力潮汐对冰体的挠曲作用会加热星体内部，给岩石圈施加压力，并进一步导致裂缝、地垒和地堑的形成，这些地形取代了佔木卫三表面积70%的古老暗区。槽沟地形的形成可能还与早期内核的形成过程及其后星体内部的潮汐热作用有关，它们引起的冰体的相变和热胀冷缩作用可能导致木卫三发生了微度膨胀，幅度为1-6%。随着星体的进一步发育，热水喷流被从内核挤压至星体表面，导致岩石圈的构造变形。星体内部的放射性衰变产生的热能是最可能的热源，木卫三地下海洋的形成可能就有赖于它。通过研究模型人们发现，如果过去木卫三的轨道离心率值较现今高很多（事实上也可能如此），那么潮汐热能就可能取放射性衰变热源而代之，成为木卫三最主要的热源。

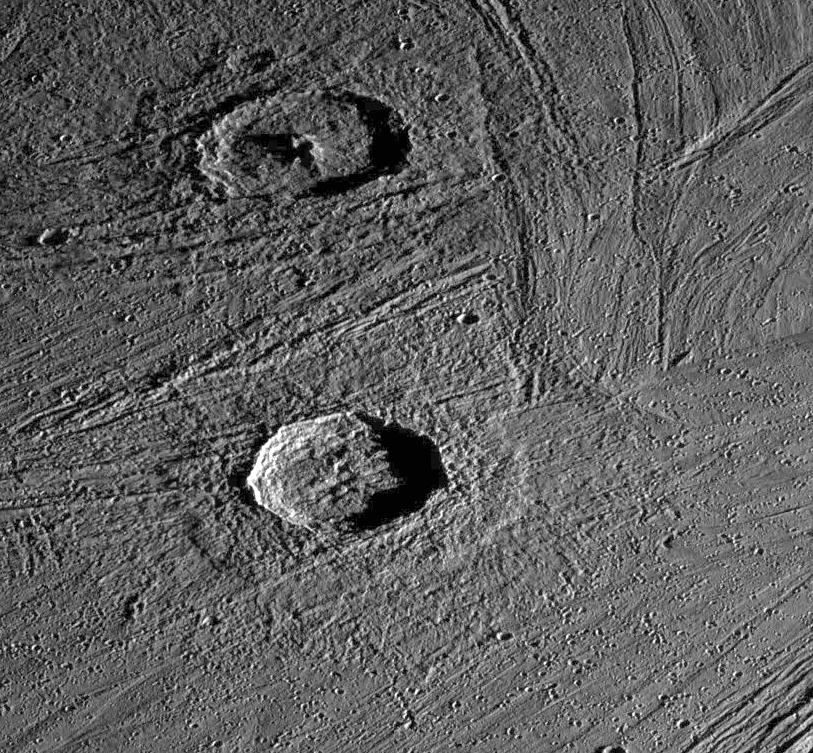
槽沟地形区中新近形成的撞击坑。上為古拉撞擊坑，下為阿克洛奧斯撞擊坑。

撞击坑在两种地形中均可见到，但是在暗区中分布的更为密集：这一区域遭遇过大规模的陨石轰击，因而撞击坑的分布呈饱和状态。较为明亮的槽沟地形区分布的撞击坑则较少，在这里由于构造变形而发育起来的地形成为了主要地质特征。撞击坑的密度表明暗区的地质年龄达到了40亿年，接近于月球上的高地地形的地质年龄；而槽沟地形则稍微年轻一些（但是无法确定其确切年龄）。和月球类似，在35-40亿年之前，木卫三经历过一个陨石猛烈轰击的时期。如果这种情况属实，那么这个时期在太阳系内曾经发生了大规模的轰击事件，而这个时期之后轰击率又大为降低。在亮区中，既有撞击坑覆盖于槽沟之上的情况，也有槽沟切割撞击坑的情况，这说明其中的部分槽沟地质年龄也十分古老。木卫三上也存在相对年轻的撞击坑，其向外发散的辐射线还清晰可见。木卫三的撞击坑深度不及月球和水星上的，这可能是由于木卫三的冰质地层质地薄弱，会发生位移，从而能够转移一部分的撞击力量。许多地质年代久远的撞击坑的坑体结构已经消失不见，只留下一种被称为变餘结构的残迹。
木卫三的显著特征包括一个被称为伽利略区的较暗平原，这个区域内的槽沟呈同心环分布，可能是在一个地质活动时期内形成的。另外一个显著特征则是木卫三的两个极冠，其构成成分可能是霜体。这层霜体延伸至纬度为40°的地区。旅行者号首次发现了木卫三的极冠。目前有两种解释极冠形成的理论，一种认为是高纬度的冰体扩散所致，另一种认为是外空间的等离子态冰体轰击所产生的。伽利略号的观测结果更倾向于后一种理论。

### 大气层和电离层
1972年，一支在印度尼西亚的博斯查天文台工作的印度、英国和美国天文学家联合团队宣称他们在一次掩星现象中探测到了木卫三的大气，当时木星正从一颗恒星之前通过。他们估计其大气压约为1微巴（0.1帕）。1979年旅行者1号在飞掠过木星之时，借助当时的一次掩星现象进行了类似的观测，但是得到了不同的结果。旅行者1号的掩星观测法使用短于200纳米波长的远紫外线光谱进行观测，这比之1972年的可见光谱观测法，在测定气体存在与否方面要精确得多。旅行者1号的观测数据表明木卫三上并不存在大气，其表面的微粒数量密度最高只有1.5 × 109 cm−3，对应的压力小于2.5 × 10−5微巴。后一个数据较之1972年的数据要小了5个数量级，说明早期的估计太过于乐观了。

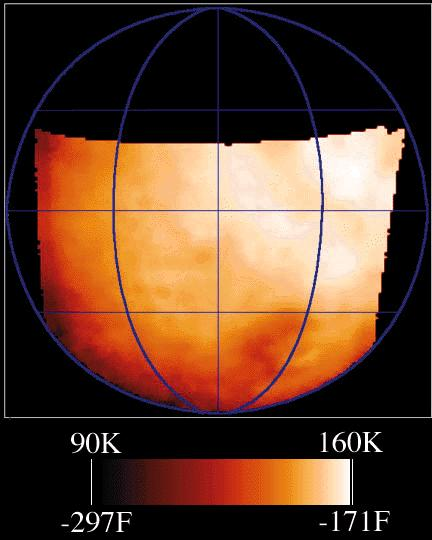
木卫三表面的假色温度图

不过1995年哈勃空间望远镜发现了木卫三上存在稀薄的、以氧为主要成分的大气，这点类似于木卫二的大气。哈勃望远镜在130.4纳米到135.6纳米段的远紫外线光谱区探测到了原子氧的大气光。这种大气光是分子氧遭受电子轰击而离解时所发出的，这表明木卫三上存在着以O2分子为主的中性大气。其表面微粒数量密度在 1.2–7 × 108 cm−3范围之间，相应的表面压力为0.2–1.2 × 10−5微巴。[h] 这些数值在旅行者号1981年探测的数值上限之内。这种微量级的氧气浓度不足以维持生命存在；其来源可能是木卫三表面的冰体在辐射作用下分解为氢气和氧气的过程，其中氢气由于其原子量较低，很快就逃逸出木卫三了。木卫三上观测到的大气光并不像木卫二上的同类现象一般在空间分布上呈现均一性。哈柏望遠鏡在木卫三的南北半球发现了数个亮点，其中两个都处于纬度50°地区——即木卫三磁圈的扩散场线和聚集场线的交界处。同时也有人认为亮点可能是等离子体在下落过程中切割扩散场线所形成的极光。

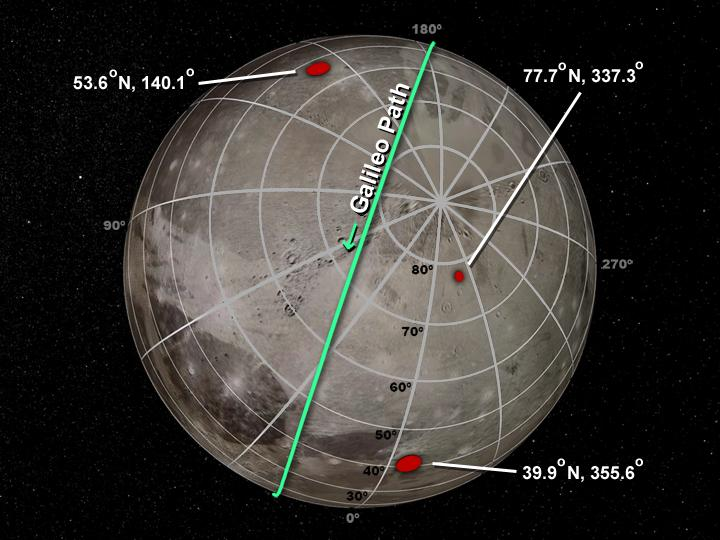
木卫三上的亮点

中性大气层的存在着木卫三上也应该存在电离层，因为氧分子是在遭受来自磁圈和太阳远紫外辐射的高能电子轰击之后而电离的。但是和大气层一样，木卫三电离层的性质也引发了争议。伽利略号的部分观测发现在木卫三表面的电子密度较高，表明其存在电离层，但是其他观测则毫无所获。通过各种观测所测定的木卫三表面的电子密度处于400–2,500 cm−3范围之间。及至2008年，木卫三电离层的各项参数仍未被精确确定。
证明木卫三含氧大气存在的另一种方法是对藏于木卫三表层冰体中的气体进行测量。1996年，科学家们公布了针对臭氧的测量结果。1997年，光谱分析揭示了分子氧的二聚体（或双原子分子）吸收功能，即当氧分子处于浓相状态时，就会出现这种吸收功能，而如果分子氧藏于冰体之中，则吸收功能最佳。二聚体的吸收光谱位置更多的取决于纬度和经度，而非表面的反照率——随着纬度的提高，吸收光谱的位置就会上移。而相反的，随着纬度的提高，臭氧的吸收光谱则会下移。实验室的模拟试验表明，在木卫三上表面温度高于100K的地区，O2并不会聚合在一起，而是扩散至冰体中。
当在木卫二上发现了钠元素之后，科学家们便开始在木卫三的大气中寻找这种物质，但是到了1997年都一无所获。据估计，钠在木卫三上的丰度比木卫二小13倍，这可能是因为其表面原本就缺乏该物质或磁圈将这类高能原子挡开了。木卫三大气层中存在的另一种微量成分是原子氢，在距该卫星表面3000公里的太空即已能观测到氢原子的存在。其在星体表面的数量密度约为1.5 × 104 cm−3。

### 磁層

木卫三磁圈示意图

1995年至2000年间，伽利略号共6次近距离飞掠过木卫三，发现该卫星有一个独立于木星磁场之外的、长期存在的、其本身所固有的磁矩，其大小估计为1.3 × 1013 T·m3，比水星的磁矩大三倍。其磁偶极子与木卫三自转轴的交角为176°，这意味着其磁极正对着木星磁场。磁層的北磁极位于轨道平面之下。由这个长期磁矩创造的偶极磁场在木卫三赤道地区的强度为719±2纳特斯拉，超过了此处的木星磁场强度——后者为120纳特斯拉。木卫三赤道地区的磁场正对着木星磁场，这使其场线有可能重新聚合。而其南北极地区的磁场强度则是赤道地区的两倍，为1440纳特斯拉。
长期存在的磁矩在木卫三四周划出一个空间，形成了一个嵌入木星磁场的小型磁層。木卫三是太阳系中已知的唯一一颗拥有磁層的卫星。其磁層直径达4-5RG （RG=2,631.2公里）。在木卫三上纬度低于30°的地区，其磁層的场线是闭合的，在这个区域，带电粒子（如电子和离子）均被捕获，进而形成辐射带。磁層中所含的主要离子为单个的离子化的氧原子——O+——这点与木卫三含氧大气层的特征相吻合。而在纬度高于30°的极冠地区，场线则向外扩散，连接着木卫三和木星的电离层。在这些地区已经发现了高能（高达数十甚至数百千伏）的电子和离子，可能由此而形成了木卫三极地地区的极光现象。另外，在极地地区不断下落的重离子则发生了溅射运动，最终使木卫三表面的冰体变暗。
木卫三磁層和木星磁场的相互影响与太阳风和地球磁场的相互作用在很多方面十分类似。如绕木星旋转的等离子体对木卫三逆轨道方向磁層的轰击就非常像太阳风对地球磁场的轰击。主要的不同之处是等离子体流的速度——在地球上为超音速，而在木卫三上为亚音速。由于其等离子体流速度为亚音速，所以在木卫三逆轨道方向一面的磁场并未形成弓形激波。
除了其本身固有的磁層外，木卫三还拥有一个感应产生的偶极磁场，其存在与木卫三附近木星磁场强度的变化有关。该感应磁场随着木卫三本身固有磁層方向的变化，交替呈放射状面向木星或背向木星。该磁场的强度较之木卫三本身之磁场弱了一个数量级——前者磁赤道地区的场强为60纳特斯拉，只及木星此处场强的一半。木卫三的感应磁场和木卫四的以及木卫二的感应磁场十分相似，这表明该卫星可能也拥有一个高电导率的地下海洋。
由于木卫三的内部结构已经是彻底的分化型，且拥有一颗金属内核，所以其本身固有的磁層的产生方式可能与地球磁场的产生方式类似：即是内核物质运动的结果。如果磁场是基于发电机原理的产物，那么木卫三的磁層就可能是由其内核的成分对流运动所造成的。
尽管已知木卫三拥有一个铁质内核，但是其磁層仍然显得很神秘，特别是为何其他与之大小相同的卫星都不拥有磁層。一些研究认为在木卫三这种相对较小的体积下，其内核应该早已被充分冷却以致内核的流动和磁场的产生都无以为继。一种解释声称能够引起星体表面构造变形的轨道共振也能够起到维持磁層的作用：即木卫三的轨道离心率和潮汐热作用由于某些轨道共振作用而出现增益，同时其地幔也起到了绝缘内核，阻止其冷却的作用。另一种解释认为是地幔中的硅酸盐岩石中残留的磁性造成了这种磁層。如果该卫星在过去曾经拥有基于发电机原理产生的强大磁场，那么该理论就很有可能行得通。

## 形成和演化
木卫三可能由木星次星云——即在木星形成之后环绕于其四周的、由气体和尘埃组成的圆盘——的吸积作用所产生。木卫三的吸积过程持续了大约1万年，相较于木卫四的10万年短得多。当木卫四开始形成之际，木星次星云中所含的气体成分已经相对较少；这导致了木卫四较长的吸积时间。相反，由于木卫三是紧接木星之后形成的，这时的次星云还比较浓密，所以其吸积作用所耗时间较短。相对较短的形成时间使得吸积过程中产生的热量较少逃逸，这些未逃逸的热量导致了冰体的融化和木卫三内部结构的分化：即岩石和冰体相互分开，岩石沉入星体中心形成内核。在这方面，木卫三与木卫四不同，后者由于其较长的形成时间而导致吸积热逃逸殆尽，从而无法在初期融化冰体以及分化内部结构。这一假说揭示了为何质量和构成物质如此接近的两颗卫星看起来却如此得不同。
在其形成之后，木卫三的内核还保存了大部分在吸积过程和分化过程中形成的热量，它只是缓慢的将少量热量释放至冰质地幔层中，就如同热电池的运作一般。接着，地幔又通过对流作用将热量传导至星体表面。不久岩石中蕴含的放射性元素开始衰变，产生的热量进一步加热了内核，从而加剧了其内部结构的分化，最终形成了一个铁-硫化亚铁内核和一个硅酸盐地幔。至此，木卫三内部结构彻底分化。与之相比较，未经内部结构分化的木卫四所产生的放射性热能只能导致其冰质内部的对流，这种对流有效地冷却了星体，并阻止了大规模的冰体融化和内部结构的快速分化，同时其最多只能引起冰体与岩石的部分分化。现今，木卫三的冷却过程仍十分缓慢。从起内核和硅酸盐地幔所释放出的热量使得木卫三上的地下海洋得以存在，同时只是缓慢冷却的流动的铁-硫化亚铁内核仍在推动星体内的热对流，并维持着磁圈的存在。现在木卫三的对外热通量很可能高于木卫四。

## 探测

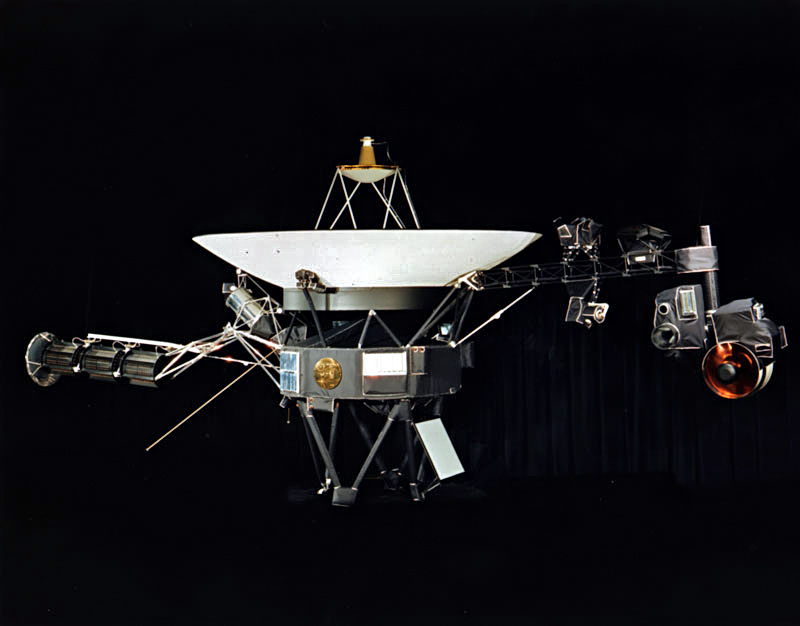
「旅行者号」太空探測船

数个飞掠过或绕木星运行的探测器对木卫三进行了仔细勘查。其中的第一批是先驱者10号和先驱者11号，两者传回的关于木卫三的信息较少。之后旅行者1号和旅行者2号于1979年飞掠过木卫三。它们精确测定了它的大小，最终证明它的体积要大于土卫六，后者曾被认为大于前者。此外，这两艘飞船还发现了木卫三上的槽沟地形。
1995年，伽利略号进入环木星轨道。在1996年至2000年间，它共6次近距离飞掠过木卫三。这6次飞掠被命名为G1，G2，G7，G8，G28，G29。在最接近的一次飞掠——G2——中，伽利略号距离木卫三表面仅264公里。在1996年的G1飞掠中，它发现了木卫三的磁场。后来又发现了木卫三的地下海洋，并于2001年对外公布。伽利略号传回了大量的光谱图像，并在木卫三表面发现了数种非冰化合物。最近前往近距离探测木卫三的探测器是新视野号，它于2007年在前往冥王星的途中飞掠过了木卫三，并在加速过程中拍摄了木卫三的地形图和构成图。
美国航空航天局和欧洲空间局合作的一项旨在探测木星卫星的计划——“木衛二－木星系統任務”原定于2020年实施。2009年2月，美国航空航天局和欧洲空间局确认该计划将优先于“土卫六－土星系统任务”得以实施。但是欧洲空间局的计划资金仍然面临来自该局其他计划的竞争。“木衛二－木星系統任務”包括美国航空航天局主持的“木星-木卫二轨道飞行器”和欧洲空间局主持的“木星-木卫三轨道飞行器”，可能还包括日本宇宙航空研究开发机构主持的“木星磁场探测器”。“木衛二－木星系統任務”最终被取消，其组成部分“木卫二轨道飞行器”和“木卫三轨道飞行器”分别被“欧罗巴快船”以及“木星冰月探测器”取代。
已被取消的环木卫三轨道探测计划还包括木星冰月轨道器。原计划使用核裂变反应堆作为其动力来源，这将使其能够对木卫三进行详细勘查。但是由于预算裁剪，该计划于2005年被取消。另外还有一个被取消的计划被称为“宏伟的木卫三”（The Grandeur of Ganymede）。